# Glycymeris shutoi
Glycymeris shutoi is een tweekleppigensoort uit de familie van de Glycymerididae. De wetenschappelijke naam van de soort is voor het eerst geldig gepubliceerd in 1981 door Matsukuma.